# 艾克斯拉法耶特
艾克斯拉法耶特（法語：Aix-la-Fayette，法語發音：[ɛks la fajɛt]）是法国多姆山省的一个市镇，属于昂贝尔区。

## 地理
艾克斯拉法耶特（45°31'1"N, 3°31'17"E）面积13 平方千米，位于法国奥弗涅-罗讷-阿尔卑斯大区多姆山省，该省份为法国中南部省份，北起阿列省接壤，东临卢瓦尔省，南至上盧瓦爾省和康塔爾省，西接科雷兹省和克勒兹省。
与艾克斯拉法耶特接壤的市镇（或旧市镇、城区）包括：埃尚德利、富尔诺勒、圣热内拉图雷特、圣日耳曼莱尔姆。

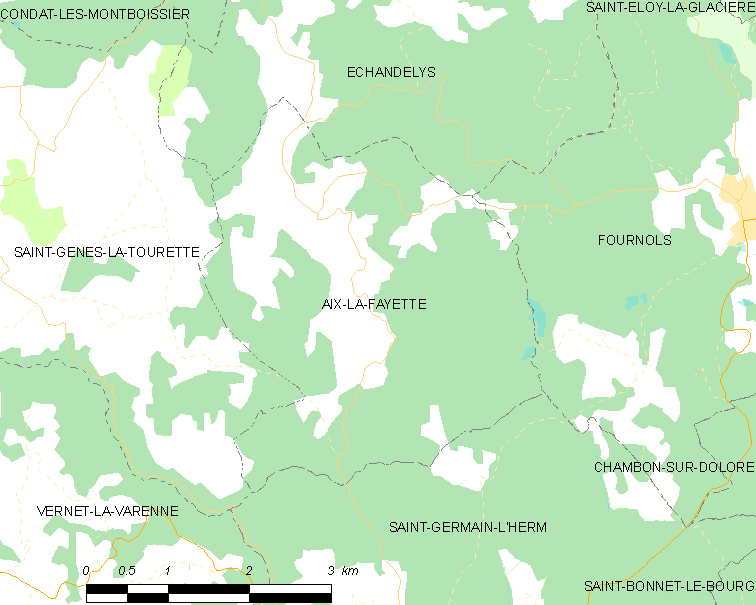
艾克斯拉法耶特的OSM定位图

艾克斯拉法耶特的时区为UTC+01:00、UTC+02:00（夏令时）。

## 行政
艾克斯拉法耶特的邮政编码为63980，INSEE市镇编码为63002。

## 政治
艾克斯拉法耶特所属的省级选区为利夫拉杜瓦山县。

## 人口

1962-2008年间艾克斯拉法耶特人口变化图示

艾克斯拉法耶特于2022年1月1日时的人口数量为99人。